# Alfred Heurteaux
Alfred Marie Joseph Heurtaux (ur. 20 maja 1893 w Nantes, zm. 30 grudnia 1985 w Chantilly) – francuski as myśliwski z czasów I wojny światowej. Łącznie odniósł 21 zwycięstw powietrznych.

## Służba przed i w trakcie I wojny światowej
W 1912 roku zdał egzamin do szkoły wojskowej w Saint-Cyr. Na początku wojny był oficerem w 9 Regimencie Huzarów, a po złożeniu podania o przeniesienie do lotnictwa, został obserwatorem w eskadrze MS 26, która stacjonowała w Saint-Pol-sur-Mer. Kurs pilotażu ukończył w maju 1915 roku.
Po przydzieleniu do MS 38 udało mu się odnieść jedno zwycięstwo powietrzne w ciągu następnego roku. W czerwcu 1916 roku, po przeniesieniu do eskadry N 3, asy tej jednostki – Georges Guynemer i René Dorme – zaczęli go uczyć ofensywnego stylu walki. 25 września strącił samolot Kurta Wintgensa z Jasta 1 – niemieckiego asa i kawalera Pour le Mérite. W listopadzie objął dowództwo eskadry N 3.
4 maja 1917 roku odniósł 21 zwycięstwo, ale dwa dni później został ranny i musiał odbyć leczenie w szpitalu. Do jednostki, która została przemianowana na SPA 3, powrócił w sierpniu. 3 września nad Ieper został ponownie ranny w udo, co spowodowało krwotok, zdołał jednak dolecieć do własnych linii i po wylądowaniu zemdlał. Nigdy już nie powrócił do latania. Po wyzdrowieniu pracował w Biurze Podsekretarza Stanu ds. Aeronautyki.

## II wojna światowa i lata powojenne
W czasie II wojny światowej należał do ruchu oporu. W listopadzie 1941 roku został aresztowany i trafił do więzienia we Francji, potem w Niemczech, a następnie do obozu w Buchenwaldzie. Udało mu się przeżyć i po wojnie działać dalej w lotnictwie francuskim.

## Odznaczenia
- Legia Honorowa
- Krzyż Wojenny[2]  (odznaczenia z okresu obu wojen światowych)
- Order Wyzwolenia
- Order Leopolda (odznaczenie belgijskie)